# Chrysanthia reitteri
Chrysanthia reitteri é uma espécie de insetos coleópteros polífagos pertencente à família Oedemeridae.
A autoridade científica da espécie é Seidlitz, tendo sido descrita no ano de 1899.
Trata-se de uma espécie presente no território português.